# Susanne Gschwendtner
Susanne Gschwendtner (* 1981 in Vöcklabruck) ist eine österreichische Schauspielerin.

## Leben
Susanne Gschwendtner wuchs in Lenzing auf und maturierte in Vöcklabruck. Nach einem einjährigen Europäischen Freiwilligendienst in Frankreich ging sie nach London, wo sie von 2001 bis 2004 an der East 15 Acting School Schauspiel studierte. Das Studium schloss sie als Bachelor of Arts ab. In London stand sie unter anderem am Inn on the Green Theatre und am Royal Court Theatre im Improvathon von Regisseur Ken Campbell auf der Bühne, außerdem war sie am Corbett Theatre und am Hampstead Theatre zu sehen. Nach sieben Jahren in London und weiteren vier Jahren in Israel kehrte sie 2011 nach Wien zurück.
2014 hatte sie als Königin Ralia eine Hauptrolle in der Serie The Quest des amerikanischen Senders ABC, die unter anderem auf Burg Kreuzenstein in Niederösterreich gedreht wurde. Ebenfalls 2014 verkörperte sie in einer Produktion der Badac Theatre Company am Edinburgh Festival Fringe im Theaterstück The Flood die Rolle einer Krankenschwester in einem Lazarett während des Zweiten Weltkrieges.
Im Sommer 2015 war sie im Rahmen des Kultursommers Laxenburg in einer Inszenierung von Adi Hirschal im Song-Drama Ewig Jung als 96-jährige Rock-Oma zu sehen, in der Saison 2015/16 spielte sie in Schillers Räuber die Rolle der Amalia am Werk X.
2016 stand sie für den Film Die Hölle – Inferno von Regisseur Stefan Ruzowitzky vor der Kamera. 2021 wirkte sie beim Kultursommer Laxenburg in Raumschiff oder das Drama des begabten Hundes mit.

## Filmografie (Auswahl)
- 2006: The Bill (Fernsehserie)
- 2006: The Fairy Who Stole Eyes (Kurzfilm)
- 2008: Les mouches (Kurzfilm)
- 2010: Texi Driver (Fernsehserie, 4 Folgen)
- 2012: Das falsche Herz (Regie: Cajetan Jacob)
- 2012: Al kerach dak
- 2014: Attack of the Undead – Lost Town (Another World, Regie: Eitan Reuven)
- 2014: The Quest – Die Serie (Fernsehserie, 10 Folgen)
- 2015: Tatort: Gier (Fernsehreihe)
- 2015: Landkrimi – Der Tote am Teich (Fernsehreihe)
- 2016: Die Kinder der Villa Emma (Fernsehfilm)
- 2017: Die Hölle – Inferno
- 2017: Siebzehn
- 2017: Motza El Hayam (Low Tide)
- 2017: Trakehnerblut (Fernsehserie)
- 2018: Angelo
- 2018: Schnell ermittelt – Felix Preisinger (Fernsehserie, 1 Folge)
- 2018: Meiberger – Im Kopf des Täters (Fernsehserie)
- 2019: Tatort: Wahre Lügen (Fernsehreihe)
- 2019: Kaviar
- 2019: Refuge (Kurzfilm)
- 2020: The Trouble with Being Born
- 2022: Jeanny – Das 5. Mädchen (Fernsehfilm)
- 2023: Landkrimi – Steirerschuld (Fernsehreihe)